# Rellotge d'en Figuera
El rellotge d'en Figuera o, simplement, en Figuera, està ubicat a la façana de l'ajuntament de Palma, a la plaça de Cort. La seva història ha anat sempre lligada a la campana que li dona nom. El primer conjunt de la campana i el rellotge és del segle xiv i rep el nom per l'argenter que fabricà la campana original.

## Història
L'any 1386, el Gran i General Consell comprà als dominics una torre ubicada a la part alta del carrer Conqueridor, molt a prop de l'actual ajuntament. Hi instal·laren un rellotge mecànic i una campana de 1.880 kg, obra de l'argenter Pere Joan Figuera. Aquesta torre era coneguda com la torre de les Hores o d'en Figuera. Va ser un dels primers rellotges de torre a Espanya. El funcionament del rellotge original es basava en un sistema de còmput de les hores de sol en lloc del sistema convencional de 24 hores. Segons Pere Galiana Veiret, el rellotge feia dos cicles: "el primer començava a la sortida del sol i el segon tornava a començar a la posta del sol, o sigui que al matí tocava l'una 1 hora després de l'orto, i el capvespre repetia la una 1 hora després de l'ocàs."
Al principi del segle xvii, la campana es va crivellar i l'any 1680 Joan Cardell la va refondre per obtenir la campana actual amb un pes de 1843 kg.
No va ser fins a l'any 1848 quan el rellotge i la campana varen ser traslladades a l'edifici de Cort. El motiu del trasllat fou que la torre de les Hores va ser malmesa per un cap de fibló i va ser enderrocada.
La nova campana duia una inscripció a la part inferior: "ECCE CRVSEM DOMINI NOSTRI IESUCHISTI FVGITE PARTES ADVERSE VICIT LEO DE TRIBV IVDA RADIX. AVE MARIA GRATIA PLENA DOMIN TECVM ORA PRO NOBIS BEATA ANNA ANNO DOMINI MDCLXXXI CARDELL".
El 1863, es va substituir el rellotge per un de nou, fabricat pel francès Collin. Va sonar per primera vegada coincidint amb l'aniversari de la Reina Isabel II d'Espanya, el dia 10 d'octubre de 1863. Tot i la intenció de desar l'antic rellotge com a bé de la ciutat, aquest desaparegué als voltants de l'any 1868. La funció de la campana no fou només d'anunciar les hores, també es va emprar per comunicar perills, festes o celebracions. Al segle xix, s'utilitzà per anunciar el toc de queda (o Seny del lladre) amb 25 cops ràpids tres hores després de la posta de sol. Després del senyal, el cap de Guaita sortia a patrullar els carrers i els ciutadans havien de romandre a casa seva. El toc de queda fou suprimit el 1865. El toc de via fora anunciava un perill, i des del 1865 fins ben entrat el segle XX només es varen mantenir els tocs d'incendi i el de canvi d'autoritats (pronunciament).
El rellotge fou restaurat el 1964 i posteriorment electrificat per Fernando Fernández Andrés, rellotger municipal de l'Ajuntament de Palma. Pere Caminals prengué el relleu en el càrrec després de més de tres dècades de treball de Fernández. La campana d'en Figuera és una de les poques que encara toquen a Palma, juntament amb les de la Seu, les d'alguns convents de monges tancades i poques més.